# أل سميث (لاعب كرة قاعدة)
أل سميث (بالإنجليزية: Al Smith) هو لاعب كرة قاعدة أمريكي، ولد في 7 فبراير 1928 في كيركوود في الولايات المتحدة، وتوفي في 7 يناير 2002 في هاموند في الولايات المتحدة.

## وصلات خارجية
- أل سميث على موقعبيزبول رفرنس.كوم (الدوري الرئيسي) (الإنجليزية)